# 1598 w literaturze
Wydarzenia literackie w 1598 roku.

## Nowe poezje
- polskie
  - Stanisław Grochowski – Hymny kościelne
- zagraniczne
  - Jerónimo Corte-Real – Naufrágio de Sepúlveda